# Centennial, Wyoming
Centennial är en ort (census-designated place) i Albany County i södra delen av den amerikanska delstaten Wyoming, belägen 48 kilometer väster om countyts huvudort Laramie. Orten hade 270 invånare vid 2010 års federala folkräkning.

## Geografi
Centennial ligger på östra sidan av Snowy Range, i norra delen av Medicine Bow Mountains. Skidområdet Snowy Range Ski Area och Medicine Bow – Routt National Forest ligger strax väster om orten.

## Historia
Den första nybyggarbosättningen på platsen grundades i samband med anläggandet av den första transamerikanska järnvägen på 1860-talet, då skogshuggare som arbetade för järnvägsbolaget Union Pacific slog upp ett arbetsläger här. Huvudsakligen avverkades  contortatall, som växer i området. 

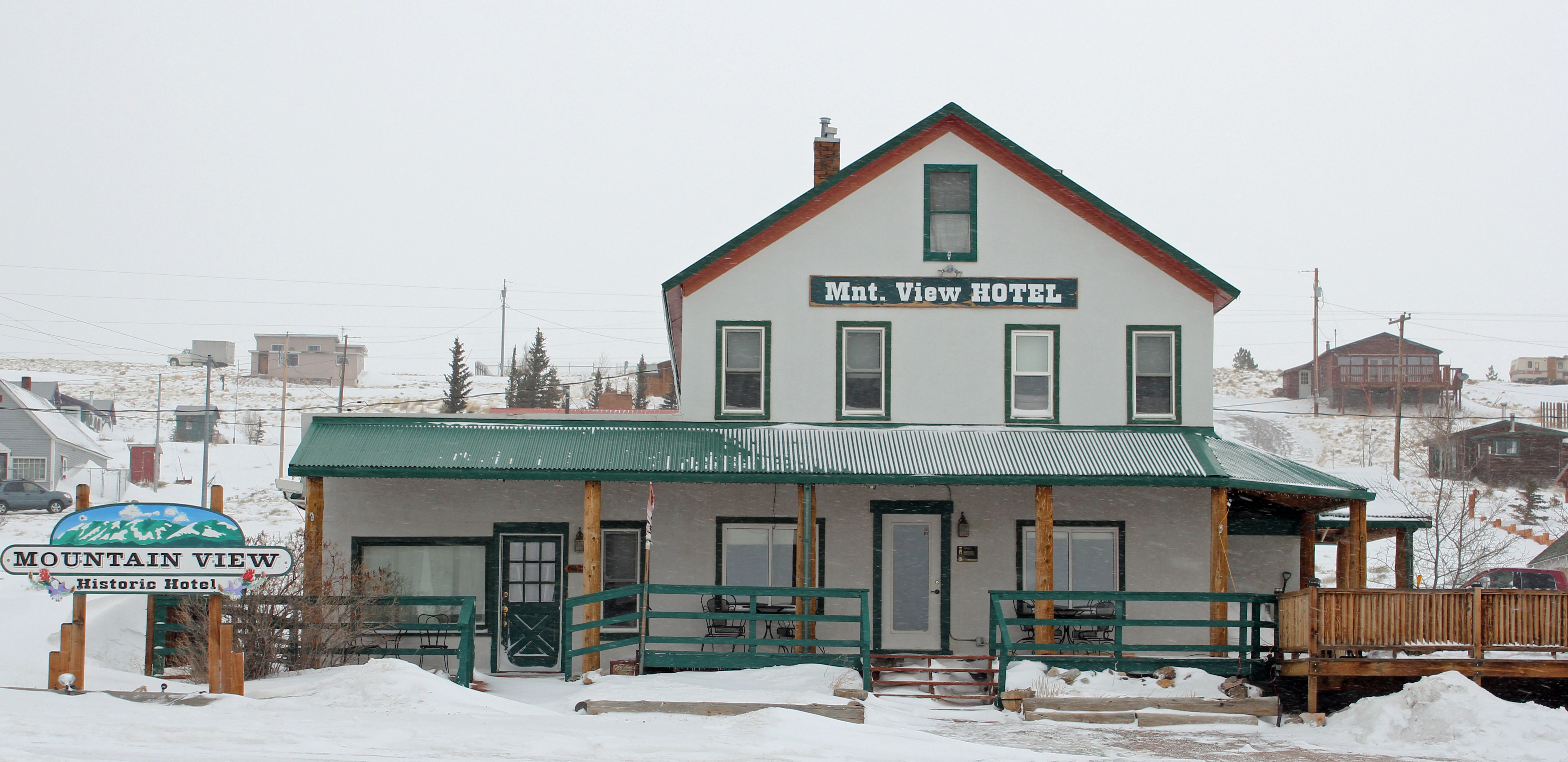
Mountain View Hotel

Konflikter med ursprungsbefolkningen i området bidrog till att bosättningen övergavs när avverkningsarbetet huvudsakligen var slutfört. Senare kom några ranchägare att återvända till platsen för att grunda en ny bosättning. 1875 upptäcktes guld på det berg som idag kallas Centennial Mountain, vilket ledde till en kort guldrush på platsen. 1876 öppnades en gruva och ett gruvarbetarsamhälle uppstod, som kallades Centennial till 100-årsminnet av USA:s självständighetsförklaring. Redan 1877 var guldfyndigheterna till större delen redan brutna, men samhället blev kvar som central handelsplats för områdets ranchägare. 
1896 upptäcktes kopparfyndigheter på västra sidan av Centennial Ridge. Nya guldfynd gjordes 1902 och 1923-1924, men ledde aldrig till någon större brytning i området. 1905 grundades ett nytt skogshuggarläger, som senare kom att följas av sågverk och en skogsindustri samt en lokal tidning. Timret användes för en gruva i Coalmont, Colorado, och en järnväg, Laramie, Hahns Peak and Pacific Railway, anlades från Laramie via Centennial till Coalmont under början av 1900-talet. Järnvägen nådde Centennial 1907, då ortens bank också grundades.
Efter att en platinagruva etablerats 1923 kom ortens gruvindustri att ha ett sista uppsving, innan gruvverksamheten till större delen lades ned under den stora depressionen. Järnvägen kom att uppgå i Union Pacific och lades slutligen ned efter att ha sålts av UP 1987.

## Kommunikationer
Ortens järnväg är idag nedlagd. Delstatsväg 130, "Snowy Range Road", sammanbinder orten med Laramie österut och Snowy Range samt Saratoga västerut.